# Drepanoptila holosericea
Pombo-da-fruta-da-nova-caledónia ou pombo-frugívoro-de-barriga-amarela (Drepanoptila holosericea) é uma espécie de ave da família Columbidae. É a única espécie do género Drepanoptila.
É endémica de Nova Caledónia.
Os seus habitats naturais são: florestas subtropicais ou tropicais húmidas de baixa altitude e savanas húmidas.
Está ameaçada por perda de habitat.